# Bracon erraticus
Bracon erraticus är en stekelart som först beskrevs av Wesmael 1838.  Bracon erraticus ingår i släktet Bracon och familjen bracksteklar. Arten är reproducerande i Sverige.

## Underarter
Arten delas in i följande underarter:
- B. e. superciliosus
- B. e. maculatus
- B. e. confinis